# مرد مابا
مرد مابا (انگلیسی: Maba Man), (چینی ساده‌شده: 马坝人; چینی سنتی: 馬壩人; پین‌یین: mǎbà-rén) یک انسان‌تباران ماقبل مدرن است که بقایای آن در سال ۱۹۵۸ در غارهای نزدیک شهر به نام مابا، نزدیک شهر شائوگوان در بخش شمالی استان گوانگ‌دونگ، چین کشف شد.